# Coelioxys liberalis
Coelioxys liberalis är en biart som beskrevs av Holmberg 1916. Coelioxys liberalis ingår i släktet kägelbin, och familjen buksamlarbin. Inga underarter finns listade i Catalogue of Life.